# Fernando Castro Trenti
Fernando Jorge Castro Trenti  (Ciudad de México; 14 de noviembre de 1955) es un político y diplomático  mexicano. Se ha desempeñado como Diputado local en el estado de Baja California (2001-2004), Senador de la República (2006-2012); Consejero Legislativo en el Consejo General del Instituto Federal Electoral (IFE) (2009-2012), Diputado Federal en el Congreso de la Unión (2012-2013); fue candidato a Gobernador de Baja California, por la Coalición “Compromiso por Baja California”  en 2013. En enero del 2014 ingresó al Servicio Exterior Mexicano, en julio de 2018 regreso y se reincorporó a las actividades en el País. A su paso como Embajador de México en Argentina (2014-2017) fue condecorado, en mérito a sus acciones realizadas en favor de ambas naciones.

Casado con Isis Peralta Rolón y padre de seis hijos. Ana, Fernando, Isis Fernanda, Maya Annais, Nina Isabela y Fernando José. Realizó sus estudios en Tijuana, Baja California:  la escuela Primaria en el Colegio La Paz, la secundaria en la Secundaria Federal de Agua Caliente y el bachillerato en la Preparatoria Federal por Cooperación Agua Caliente, hoy "Lázaro Cárdenas".
Condecoraciones:
- Recepción de la Orden de Mayo al Mérito en grado de Gran Cruz, Ministerio de Relaciones Exteriores y Culto de la Nación Argentina (2017).

- Recepción de la Orden al Mérito Newberiano del Instituto Nacional Newberiano, Ministerio de Cultura de la Nación Argentina (2016).

- Recepción de la Cruz Virgo Lauretana del Instituto de Investigaciones Histórico Aeronáuticas de Chile (2016).

Desde su nombramiento como Embajador de México,periódicamente  rindió cuentas ininterrumpidamente, mediante  informes anuales de actividades, ante el Senado de la República desde el 2015. En dichos documentos, el Embajador se centró en las tareas de diálogo político, cooperación internacional para el desarrollo, promoción económica, comercial y de inversión en Europa y América del Sur, entre otros temas.
Desde su ingreso al Servicio Exterior Mexicano, no ha ejercido militancia ni realizado actividades partidistas, hecho que se mantiene en la actualidad.
Fue Presidente del Comité Directivo Municipal del PRI en Tijuana; Presidente del Comité Directivo Estatal del PRI en Baja California.

## Educación
Es licenciado en Derecho por la Universidad Nacional Autónoma de México (UNAM), donde presentó la tesis titulada «La lucha de clases en el Movimiento Social Mexicano». Cursó estudios de Derecho Notarial y Registral en la Universidad de Estudios de Postgrado de México.
Es Doctor en Ciencia Política por la Universidad de Belgrano y Maestro en Marketing Político por la Universidad del Salvador, ambas en Argentina. Además, es Maestro en Relaciones Internacionales y Política Económica Internacional por la Universidad de Belgrano, y Especialista en Gestión de Gobierno y Campañas Electorales por la Universidad Camilo José Cela de España. 
También cuenta con un Diplomado en Relaciones Internacionales por la Universidad Abierta Interamericana (Argentina) y ha realizado varios seminarios, como: «Actualización en Cultura y Política de América Latina» por la Facultad Latinoamericana de Ciencias Sociales (FLACSO) en Argentina, «Reimaginando la Integración Regional en la Era de las Tecnologías Disruptivas» por el Instituto para la Integración de América Latina y el Caribe, «China, el Nuevo Jugador Global» por el Centro para la Apertura y el Desarrollo de América Latina, «Seminario Internacional CELAC-UE del Área Común de Investigación: Hacia una Visión a Largo Plazo» por el Ministerio de Ciencia, Tecnología e Innovación Tecnológica de Argentina, XI Seminario Internacional «La Transición Económica de China y su Impacto en América Latina» por el Grupo Techint, y el II Congreso Latinoamericano de Éticas Aplicadas «Ética y Desarrollo: Desafíos desde el Sur» por la Universidad de Los Andes de Bogotá, Colombia.

## En el Sector público
Su formación en el sector público proviene de la Administración del Aeropuerto Internacional de Tijuana "Abelardo L. Rodríguez", Delegado de la Procuraduría Federal del Consumidor (Profeco) en la zona costa de Baja California, Subdelegado Federal de la Secretaria de Ecología y Desarrollo Urbano (SEDUE) de la zona costa de Baja California, Delegado federal de la Secretaría de Pesca en Baja California (SEPESCA), Delegado Federal de la Secretaría del Medio Ambiente Recursos Naturales y Pesca (SEMARNAP) en Baja California, Secretario del XVIII Ayuntamiento de Tijuana (2004-2007), Secretario de Gobierno Municipal; Vicecoordinador del Grupo Parlamentario del PRI en Cámara de Senadores y Vicecoordinador del Grupo Parlamentario del PRI en Cámara de Diputados.
A su paso por la administración pública federal trabajó por el desarrollo del Estado en la creación de empleos y ordenamiento de las actividades públicas.
Asimismo, incorporó a la comunidad académica y científica en la toma de decisiones en la administración de los recursos naturales del Estado y, en los momentos de crisis económica, frenó las prácticas desleales de comercio que perjudicaban al consumidor con el “re etiquetado” de productos básicos, logrando concretar acuerdos trascendentes entre las cadenas comerciales de tiendas de autoservicio y la comunidad.
Como Administrador del Aeropuerto Internacional de Tijuana, impulsó el mayor tráfico de vuelos de las aerolíneas comerciales, mejoró sustancialmente el trato al usuario en los servicios que ofrecían las aerolíneas y llegó a ubicarse como la mejor administración de aeropuertos en el país en su época.
En la delegación de Profeco, en plena época de crisis por las constantes devaluaciones de la moneda, la delegación a su cargo estableció como horario de oficina de 8 de la mañana a 11 de la noche. Dicha institución trabajo todos los días de la semana, incluyendo sábados, domingos y días festivos.
Combatió la corrupción de inspectores llegando a poner a disposición de la policía judicial del Estado a una pareja de inspectores en el momento en que procedían a extorsionar a un hospital administrado por una comunidad religiosa. Renovó totalmente dicho departamento incorporando a jóvenes universitarios, y estableció una nueva política para negocios sorprendidos con alteración la de precios, pesajes o contenidos menores a los ofrecidos, para que, en lugar de clausurar a las empresas, éstas resarcieran el daño a la comunidad y aplicaran descuentos superiores al 3% del Pacto para la Estabilidad y el Crecimiento Económico de esa época.
En la subdelegación de SEDUE combatió los procesos industriales contaminantes, no sólo con la aplicación de sanciones, sino con procesos de motivación e impulso de renovación tecnológica. Además, estableció el intercambio entre prestadores de servicios para que estos a su vez beneficiaran a la comunidad.
Logró que empresas recicladoras donaran pintura y pipas con agua para pintar escuelas, además de vender al costo un día específico de la semana los recipientes de 200 litros de agua en las colonias que carecían del servicio.
Organizó jornadas comunitarias con padres de familia, apoyado por el ejército mexicano, para la rehabilitación de escuelas primarias, en las que se remozaban las instalaciones eléctricas, pintura, ventanas. Por otra parte, puso en marcha un novedoso sistema de compensación a la sociedad, consistente en que empresas que en algún tiempo habían sido contaminadoras, construyeran aulas escolares.
En la delegación pesquera (SEPESCA), creó el primer Comité de Administración de los Recursos Pesqueros del Estado, único en todo el país. Este comité fue integrado por los pescadores de organizaciones pesqueras, el Instituto de Investigaciones Pesqueras de la Secretaría de Pesca del gobierno federal y el Instituto de Investigaciones Oceanográficas de la UABC.
A su paso por dicha responsabilidad, creó las zonas integrales de pesca estableciendo planes de manejo para las especies marinas, combatió la pesca furtiva, y regularizó a familias de pescadores que la practicaban, generando un reordenamiento de la actividad. Fue, también, el primer Estado en el país en transferir las facultades de inspección y vigilancia a la Procuraduría Federal de Protección al Ambiente (Profepa), convencido que la concentración de facultades de administración de recursos naturales y las funciones de inspección y vigilancia, es generadora de opacidad.
Esta política continuó al desaparecer la Secretaría de Pesca e incorporar sus facultades a la Secretaría del Medio Ambiente Recursos Naturales y Pesca.
Se distinguió por el combate de incendios forestales y por las labores de prevención en las zonas de mayor riesgo. Apoyó el movimiento ciudadano generado en contra del otorgamiento que hizo el Instituto Nacional de Ecología de permisos de aprovechamiento del borrego cimarrón, símbolo de la máxima casa de estudios estatal, hasta lograr la revocación de dichos permisos.
Dentro de las actividades gremiales, fue presidente del Colegio de Abogados "Emilio O. Rabasa de Tijuana A.C." y Presidente de la Federación Estatal de Asociaciones, barras y Colegios de Abogados del Estado.

## En materia legislativa
Castro Trenti ha ocupado los siguientes cargos legislativos: Diputado Local, Presidente de la Mesa Directiva del Congreso del Estado de Baja California, legislatura en la que presidió la Comisión de Legislación y Puntos Constitucionales del Estado de Baja California; Diputado Federal, Presidente de la Comisión de Comunicaciones; Senador de la República en la LXI Legislatura Federal, habiendo presidido las comisiones de Comunicaciones y Transporte del Senado de la República, de Estudios Legislativos Primera del Senado de la República y de Administración del Senado de la República; y Consejero Legislativo en el Consejo General del (IFE).
Como Senador de la República fue el único legislador federal del estado en haber sido integrante de todas las comisiones permanentes, estando por ello en funciones los 12 meses del año, los 6 años de su gestión.[cita requerida] Por esta razón, los resultados superan en los anales de la historia en los últimos 50 años, convirtiéndolo en el legislador de Baja California que más iniciativas presentó y le fueron aprobadas, así como los puntos de acuerdo y las gestiones realizadas en favor de las causas del Estado de Baja California.[cita requerida] Como por ejemplo: la rehabilitación de la carretera escénica Tijuana-Ensenada; la construcción de 4.2 kilómetros de carretera en la Ruta del vino El Sauzal-Guadalupe; la rehabilitación de caminos rurales; el mejoramiento y ampliación en algunos casos de las carreteras federales; la flexibilización del control de dólares impuesto por el gobierno federal; la lucha contra el Siave, apoyos -incluso con donación de un día de sueldo de todos los senadores del país- para la rehabilitación de la zona agrícola de Mexicali devastada por el terremoto del 2010, incluyendo la zona contaminada por la operación de la Geotermoeléctrica de Cerro Prieto, logrando un compromiso de inversión de más de 800 millones de pesos.[cita requerida]
Otra de sus iniciativas consistió en impulsar el cobro por segundo las llamadas de teléfonos celulares, para el beneficio de millones de usuarios, y la aprobación de sanciones hasta de 100 mil días de salarios mínimos a las empresas de servicios telefónicos que cobren por servicios no solicitados y no contratados por el usuario.[cita requerida]
Abogó para la transparencia de las tarifas que aplica la Comisión Federal de Electricidad a los industriales del Estado, así como el impulso para que la División Baja California de CFE y la carretera de cuota Tijuana-Ensenada pasen a la administración del Estado.
Promovió la creación de un fondo de 50 millones de pesos entregado para el apoyo a la industria vinícola del país; impulsó el apoyo a los productores de cerveza artesanal en su lucha por la generación de un régimen fiscal especial; y la creación de fondos locales en apoyo a la rehabilitación de las personas adictas y para los niños especiales y sus familias.
Además, luchó para lograr: el apoyo de la ampliación de la clínica DIF-Tecate; y la modernización de la infraestructura deportiva de Tecate, y fondos para la modernización de sus calles y avenidas, así como la modernización del Boulverad Benito Juárez de Playas de Rosarito.
Entre las acciones legislativas más importantes en favor de la comunidad fueron: la creación de la cuenta básica bancaria sin cobro de comisiones de manejo y uso de tarjeta de débito para personas con ingresos de hasta 10 mil pesos mensuales; reglas para la transparencia de los intereses y comisiones cobradas por bancos; y sanciones para buró de créditos que no registren en los asientos de deudores los pagos oportunos realizados por estos en cumplimiento de sus contratos, así como sanciones para las intimidaciones del mismo buró.